# Nécropole nationale de Chestres
De Nécropole nationale de Chestres is een begraafplaats met 3.065 Franse soldaten in Chestres in de Frans gemeente Vouziers in het departement Ardennes in de regio Grand Est.